# Делор, Анди
Анди́ Дело́р (фр. Andy Delort; араб. أندي ديلور‎; род. 9 октября 1991, Сет) — алжирский и французский футболист, центральный нападающий катарского клуба «Умм-Салаль» и сборной Алжира. Выступает на правах аренды за клуб «Монпелье».

## Клубная карьера
Делор — воспитанник клубов «Сет» и «Аяччо». После окончания академии он сезон выступал за дублирующую команду, после чего подписал контракт с «Нимом». 30 августа 2009 года в матче против «Меца» Анди дебютировал в Лиге 2. Приняв участие всего в трёх матчах сезона Делор вернулся в «Аяччо». 6 августа 2010 года в матче против своего предыдущего клуба «Ним» он дебютировал за команду. 17 декабря в поединке против «Анже» Анди забил свой первый гол за «Аяччо». По итогам сезона Делор помог клубу выйти в элиту. 6 августа 2011 года в матче против «Тулузы» он дебютировал в Лиге 1. В начале 2012 года для получения игровой практики Делор на правах аренды перешёл в «Мец». 20 февраля в матче против «Нанта» он дебютировал за новую команду. 30 марта в поединке против «Булони» Анди забил свой первый гол за «Мец». Летом он вернулся в «Аяччо», где чередовал выступления за команду дублёров и основной состав.
Летом 2013 года Делор перешёл в «Тур». 2 августа в матче против «Клермона» он дебютировал за новую команду. 9 августа в поединке против «Ньора» Анди забил свой первый гол за «Тур». 16 мая 2014 года в матче против «Клермона» он сделал хет-трик. По итогам сезона Делор стал лучшим бомбардиром Лиги 2.
Летом 2014 года Анди перешёл в английский «Уиган Атлетик». Сумма трансфера составила 4 млн евро. 13 сентября в матче против «Блэкберн Роверс» он дебютировал в Чемпионшипе. В начале 2015 года Делор вернулся в «Тур» на правах аренды. Летом он перешёл в «Кан». 8 августа в матче против марсельского «Олимпика» Анди дебютировал за новую команду. В этом же поединке он забил свой первый гол за «Кан».
Летом 2016 года Делор перешёл в мексиканский УАНЛ Тигрес, став вторым французом после Андре-Пьера Жиньяка в составе «тигров». Анди подписал контракт на четыре года. Сумма трансфера составила 8 млн евро. В матче против «Монаркас Морелия» он дебютировал в мексиканской Примере, заменив во втором тайме Исмаэля Сосу. 19 октября в поединке Лиги чемпионов КОНКАКАФ против коста-риканского «Эредиано» Делор забил свой первый гол за «тигров». В том же году Анди помог клубу выиграть чемпионат.
В начале 2017 года Делор вернулся на родину, подписав контракт с «Тулузой». Сумма трансфера составила 6 млн евро. 5 февраля в матче против «Анже» он дебютировал за новую команду. В этом же поединке Анди забил свой первый гол за «Тулузу». Летом 2018 года Делор на правах аренды присоединился к «Монпелье» до конца сезона 2018/2019 с возможностью выкупа трансфера. 11 августа в матче против «Дижона» он дебютировал за новую команду. 26 сентября в поединке против «Кана» Анди забил свой первый гол за «Монпелье». В своём дебютном сезоне он забил 14 мячей и стал лучшим бомбардиром команды. В начале лета 2019 года «Монпелье» выкупил контракт Делора у «Тулузы» за 4 млн евро. Игрок подписал контракт на 4 года.
Летом 2021 Делор перешёл в «Ниццу», подписав контракт на 4 года. Сумма трансфера составила 10 млн. евро. В матче против «Нанта» он дебютировал за новую команду. 19 сентября в поединке против «Монако» Анди забил свой первый гол за «Ниццу». 21 мая 2022 года в матче против «Реймса» он сделал хет-трик. По итогам сезона Анди забил 16 мячей и стал лучшим бомбардиром клуба. В начале 2023 года Делор на правах аренды перешёл в «Нант». 1 февраля в матче против марсельского «Олимпика» он дебютировал за новую команду.
8 июля 2023 года Делор подписал двухлетний контракт с катарским клубом «Умм-Салаль». Сумма трансфера составила 2,5 млн евро.

## Карьера в сборной
Делор играл в сборной  Франции по пляжному футболу, которой руководил Эрик Кантона в 2009 году. Во время любительского турнира в Сете его заметил Лоран Кастро, который попросил его сыграть в квалификации на чемпионате мира 2009. Где Делор забил пять голов в квалификации.
В 2011 году Фрэнсис Смерецки вызвал Делора в молодёжную сборную Франции для игры с США 17 мая. Затем он был вызван для участия в тулонском турнире в июне, но не смог присоединиться к команде из-за травмы.
В апреле 2019 года футболист изъявил желание играть за Алжир так как мать футболиста является алжиркой. 16 июня в товарищеском матче против сборной Мали Делор дебютировал за сборную Алжира. В этом же поединке Анди забил свой первый гол за национальную команду. В том же году Делор принял участие в Кубке Африки в Египте. На турнире он принял участие в матчах против сборных Кении, Танзании, Нигерии, Кот-д’Ивуара, Гвинеи и Сенегала.

### Голы за сборную Алжира
| #   | Дата           | Место                                  | Противник | Счёт | Результат | Соревнование                   |
| --- | -------------- | -------------------------------------- | --------- | ---- | --------- | ------------------------------ |
| 01. | 16 июня 2019   | Джассим бин Хамад, Доха, Катар         | Мали      | 3:2  | 3:2       | Товарищеский матч              |
| 02. | 16 ноября 2020 | Национальный стадион, Хараре, Зимбабве | Зимбабве  | 1:0  | 2:2       | Кубок Африки 2021 квалификация |

#### Все игры в сборной Алжира
| Алжир | Алжир | Алжир |
| Год   | Игры  | голы  |
| ----- | ----- | ----- |
| 2019  | 5     | 1     |
| 2020  | 2     | 0     |
| 2021  | 2     | 1     |
| Итого | 9     | 2     |

## Достижения
Командные
 УАНЛ Тигрес
- Чемпионат Мексики по футболу — Апертура 2016

Индивидуальные
- Лучший бомбардир Лиги 2 (24 мячей) — 2013/2014